# Saint Johnsville (New York)
Pour les articles homonymes, voir St. Johnsville (village, New York) et Johnsville (Californie).
Saint Johnsville est une ville du comté de Montgomery, dans l'État de New York, aux États-Unis,. En 2010, elle comptait une population de 2 631 habitants.

## Démographie
Lors du recensement de 2010, la ville comptait une population de 2 631 habitants. Elle est estimée, en 2016, à 2 535 habitants.